# David Edgar (piłkarz)
David Edward Edgar (ur. 19 maja 1987 w Kitchener) – kanadyjski piłkarz, grający na pozycji obrońcy, zawodnik Forge FC. Reprezentant reprezentacji Kanady.

## Życiorys

### Kariera klubowa
Edgar był w 2003 roku piłkarzem młodzieżowej drużyny Newcastle United. Od 2005 roku jest piłkarzem podstawowej drużyny tego klubu z Premier League. W sezonie 2006/2007 rozegrał trzy spotkania i zdobył jedną bramkę, natomiast w następnym sezonie 2007/2008 Edgar zagrał pięć razy, lecz nie strzelił żadnej bramki.
W lipcu 2009 roku przeszedł do angielskiego klubu Burnley F.C. W marcu 2010 roku został wypożyczony do Swansea City z Football League Championship. W latach 2014–2016 był zawodnikiem Birmingham City, skąd wypożyczony był do Huddersfield Town (2015) i Sheffield United (2015-2016) z Football League One. Następnie był zawodnikiem klubów: Vancouver Whitecaps FC (2016) z Major League Soccer, amerykańskiego Nashville SC (2018) z United Soccer League, Ottawa Fury FC (2018) i Hartlepool United (2019) z National League.
2 sierpnia 2019 podpisał kontrakt z kanadyjskim klubem Forge FC z Canadian Premier League,umowa do 30 listopada 2020; bez odstępnego.

### Kariera reprezentacyjna
W 2003 roku Edgar rozegrał dwa mecze dla reprezentacji Kanady do lat 17, a później 24 spotkania dla reprezentacji do lat 20 (2003–2008).
W seniorskiej reprezentacji Kanady zadebiutował 9 lutego 2011 na stadionie AEL FC Arena (Larisa, Grecja) w przegranym 0:1 meczu towarzyskim z reprezentacją Grecji.

## Sukcesy

### Klubowe
Burnley F.C.
- Zdobywca drugiego miejsca w Football League Championship: 2013/2014

Forge FC
- Zwycięzca Canadian Premier League: 2019